# 卡斯特罗蒙特
卡斯特罗蒙特，是西班牙卡斯蒂利亚-莱昂巴利亚多利德省的一个市镇。总面积87平方公里，2001年普查人口總數為401人，人口密度為每平方公里5人。